# Liste der Kulturdenkmale in Mittelndorf
Die Liste der Kulturdenkmale in Mittelndorf enthält die in der amtlichen Denkmalliste des Landesamtes für Denkmalpflege Sachsen ausgewiesenen Kulturdenkmale im Sebnitzer Ortsteil Mittelndorf.
Die Anmerkungen sind zu beachten.
Diese Liste ist eine Teilliste der Liste der Kulturdenkmale in Sebnitz. 

Diese Liste ist eine Teilliste der Liste der Kulturdenkmale im Landkreis Sächsische Schweiz-Osterzgebirge. 

Diese Liste ist eine Teilliste der Liste der Kulturdenkmale in Sachsen.

## Legende
- Bild: Bild des Kulturdenkmals, ggf. zusätzlich mit einem Link zu weiteren Fotos des Kulturdenkmals im Medienarchiv Wikimedia Commons. Wenn man auf das Kamerasymbol klickt, können Fotos zu Kulturdenkmalen aus dieser Liste hochgeladen werden:
- Bezeichnung: Denkmalgeschützte Objekte und ggf. Bauwerksname des Kulturdenkmals
- Lage: Straßenname und Hausnummer oder Flurstücknummer des Kulturdenkmals. Die Grundsortierung der Liste erfolgt nach dieser Adresse. Der Link (Karte) führt zu verschiedenen Kartendiensten mit der Position des Kulturdenkmals. Fehlt dieser Link, wurden die Koordinaten noch nicht eingetragen. Sind diese bekannt, können sie über ein Tool mit einer Kartenansicht einfach nachgetragen werden. In dieser Kartenansicht sind Kulturdenkmale ohne Koordinaten mit einem roten bzw. orangen Marker dargestellt und können durch Verschieben auf die richtige Position in der Karte mit Koordinaten versehen werden. Kulturdenkmale ohne Bild sind an einem blauen bzw. roten Marker erkennbar.
- Datierung: Baubeginn, Fertigstellung, Datum der Erstnennung oder grobe zeitliche Einordnung entsprechend des Eintrags in der sächsischen Denkmaldatenbank
- Beschreibung: Kurzcharakteristik des Kulturdenkmals entsprechend des Eintrags in der sächsischen Denkmaldatenbank, ggf. ergänzt durch die dort nur selten veröffentlichten Erfassungstexte oder zusätzliche Informationen
- ID: Vom Landesamt für Denkmalpflege Sachsen vergebene, das Kulturdenkmal eindeutig identifizierende Objekt-Nummer. Der Link führt zum PDF-Denkmaldokument des Landesamtes für Denkmalpflege Sachsen. Bei ehemaligen Kulturdenkmalen können die Objektnummern unbekannt sein und deshalb fehlen bzw. die Links von aus der Datenbank entfernten Objektnummern ins Leere führen. Ein ggf. vorhandenes Icon  führt zu den Angaben des Kulturdenkmals bei Wikidata.

## Mittelndorf
| Bild                                    | Bezeichnung                                              | Lage                              | Datierung                  | Beschreibung | ID       |
| --------------------------------------- | -------------------------------------------------------- | --------------------------------- | -------------------------- | --- | -------- |
|                                         | Sachgesamtheitsbestandteil mit der Trasse in Mittelndorf | Mittelndorf (Karte)               | um 1880                    | Sachgesamtheitsbestandteil der Sachgesamtheit Eisenbahnstrecke Bad Schandau–Sebnitz–Neustadt i. Sa. mit der Trasse als Sachgesamtheitsteil im OT Mittelndorf (Sachgesamtheit ID-Nr. 09302083) – eisenbahngeschichtlich von Bedeutung.                                                                                    | 09303472 |
|                                         | Ruinen der früheren Sputhmühle                           | (Karte)                           |                            | Ruinen der früheren Sputhmühle mit Resten der wassertechnischen Anlage (Radkammer mit sehr alter Turbine) – geschichtlich bedeutender Mühlenstandort. | 09254338 |
| Direkt Bild zu diesem Denkmal hochladen | Wohnstallhaus eines Bauernhofes                          | Dorfstraße 2 (Karte)              | Kern 18. Jh.               | Obergeschoss Fachwerk, u. a. baugeschichtlich von Bedeutung. Schieferdeckung, zum Teil verbrettert, Erdgeschoss Sandsteinmauerwerk und -gewände, alle Schiebefenster erhalten. | 09254532 |
| Direkt Bild zu diesem Denkmal hochladen | Erblehngericht                                           | Dorfstraße 7 (Karte)              | 1802, Kern evtl. älter     | Wohnstallhaus, ehem. Erblehngericht – Obergeschoss Fachwerk, bildprägend, baugeschichtlich und ortsgeschichtlich von Bedeutung. Biberschwanzdeckung, Fachwerk aufgebrettert, im Erdgeschoss Sandsteingewände. | 09254629 |
| Direkt Bild zu diesem Denkmal hochladen | Wohnstallhaus                                            | Dorfstraße 10 (Karte)             | 1. Hälfte 19. Jh.          | Obergeschoss Fachwerk, baugeschichtliche Bedeutung, im Erdgeschoss Sandsteingewände. | 09254630 |
| Direkt Bild zu diesem Denkmal hochladen | Wohnstallhaus (Umgebinde)                                | Dorfstraße 12 (Karte)             | bez. 1799 (Türstock)       | Obergeschoss Fachwerk, baugeschichtlich von Bedeutung. Umgebinde rechts 2/2 Joche, teilweise durch Steine ersetzt bzw. ummauert, rundum verbrettert, Blockstube vorhanden, Umgebinde mit gebeilten Kopfbändern, korbbogige Tür mit Schlussstein, angeblich ältestes Haus im Ort.                                         | 09254530 |
| Weitere Bilder                          | Forsthaus mit Stützmauer                                 | Kirnitzschtalstraße (Karte)       | Ende 19. Jh.               | neben der bildprägenden auch orts- und bauhistorische Bedeutung. Dreigeschossig, Erdgeschoss Sandsteinquader, teilweise bossiert, Obergeschoss preußisches Fachwerk, leicht vorgezogener Kopfbau mit Zierfachwerk im Giebel, dort Hirschbüste, Dachüberstand, vorstehende Knaggen zwischen Erdgeschoss und Obergeschoss. | 09254659 |
| Direkt Bild zu diesem Denkmal hochladen | Wegestein                                                | Kirnitzschtalstraße (Karte)       | 19. Jh.                    | verkehrsgeschichtlich von Bedeutung, Sandstein, Höhe ca. 1,50 m. | 09254533 |
| Direkt Bild zu diesem Denkmal hochladen | Denkmal für die Gefallenen des Ersten Weltkrieges        | Mühlberg (Karte)                  | nach 1918 (Kriegerdenkmal) | Kriegerdenkmal – ortsgeschichtlich von Bedeutung. Sandsteinornament mit polierter Granittafel, Inschrift: „Die Toten mahnen zum Frieden“. | 09254525 |
| Direkt Bild zu diesem Denkmal hochladen | Alte Schule                                              | Mühlberg 2 (Karte)                | 1825                       | Ehem. Schule – ortshistorische Bedeutung. Traufständig, zweigeschossig, massiv, Eingang mit Pilastern und Dreiecksgiebel, profiliertes Gurtgesims, im Obergeschoss gerade, profilierte Fensterbedachungen. | 09254538 |
|                                         | Wohnhaus                                                 | Mühlberg 5 (Karte)                | 1. Hälfte 19. Jh.          | Obergeschoss Fachwerk, baugeschichtlich von Bedeutung. Giebelseite ganz verbrettert. | 09254526 |
| Direkt Bild zu diesem Denkmal hochladen | Bergkeller                                               | Mühlberg 8 (gegenüber) (Karte)    | 19. Jh.                    | wirtschaftsgeschichtlich von Bedeutung. | 09303350 |
| Weitere Bilder                          | Wohnhaus (Umgebinde)                                     | Niederdorfstraße 3 (Karte)        | um 1850                    | Obergeschoss Fachwerk, regionaltypisch, baugeschichtlich von Bedeutung. Umgebinde links 2/1 Joche, Erdgeschoss zum Teil noch Fachwerk, Umgebinde mit Kopfbändern, Blockstube verbrettert, Giebel verkleidet. Steht am Hang auf hohem Sandsteinsockel.                                                                    | 09254527 |
| Direkt Bild zu diesem Denkmal hochladen | Häuslerhaus (Umgebinde)                                  | Obere Straße 4a (Karte)           | um 1800                    | Obergeschoss Fachwerk, baugeschichtlich und sozialgeschichtlich von Bedeutung. Umgebinde links 2/2 Joche, Giebel verbrettert, Umgebinde mit Kopfbändern, Sockel Sandstein. | 09254529 |
| Weitere Bilder                          | Wohnstallhaus (Umgebinde) eines Bauernhofes              | Obere Straße 16 (Karte)           | bez. 1787 (Schlussstein)   | Obergeschoss Fachwerk, baugeschichtliche Bedeutung. Umgebinde links 2/2 Joche, Schieferdeckung, hofabgewandte Seite verkleidet, Dachüberstand, korbbogige Tür mit Schlussstein, Umgebinde mit großen Jochweiten. | 09254528 |
| Direkt Bild zu diesem Denkmal hochladen | Wohnstallhaus und zwei Seitengebäude eines Dreiseithofes | Obere Straße 17 (Karte)           | um 1800 (Wohnstallhaus)    | Wohnstallhaus und zwei Seitengebäude eines Dreiseithofes; Wohnstallhaus Obergeschoss Fachwerk – baugeschichtlich und ortsgeschichtliche Bedeutung. | 09303351 |
| Direkt Bild zu diesem Denkmal hochladen | Wohnhaus                                                 | Schandauer Straße 5 (Karte)       | um 1800                    | Obergeschoss Fachwerk, bildprägend, baugeschichtlich von Bedeutung, Fenstergrößen erhalten. Dachdeckung Schiefer, im Giebel Sonnenmotiv, andere Giebelseite verbrettert, Satteldach pultartig verlängert, Winterfenster.                                                                                                 | 09254523 |
| Direkt Bild zu diesem Denkmal hochladen | Wegestein                                                | Schandauer Straße 5 (bei) (Karte) | 19. Jh.                    | verkehrsgeschichtlich von Bedeutung, Sandstein, Höhe ca. 1,70 m. | 09254524 |